# Державна служба України з питань праці
Державна служба України з питань праці (Держпраці) — центральний орган виконавчої влади України, утворений 10 вересня 2014 р. Постановою Кабінету Міністрів № 442 шляхом злиття Державної служби гірничого нагляду та промислової безпеки, Державної інспекції з питань праці.

## Статус
Держпраці реалізує державну політику у сферах промислової безпеки, охорони праці, гігієни праці, здійснення державного гірничого нагляду, а також з питань нагляду та контролю за додержанням законодавства про працю, зайнятість населення, загальнообов'язкове державне соціальне страхування від нещасного випадку на виробництві та професійного захворювання, які спричинили втрату працездатності, у зв'язку з тимчасовою втратою працездатності, на випадок безробіття в частині призначення, нарахування та виплати допомоги, компенсацій, надання соціальних послуг та інших видів матеріального забезпечення з метою дотримання прав і гарантій застрахованих осіб. Діяльність цього органу спрямовується і координується Кабінетом Міністрів України через Першого віце-прем'єр-міністра України — Міністра економіки.
Держпраці здійснює свої повноваження безпосередньо та через утворені в установленому порядку територіальні органи. Останні утворені шляхом реорганізації відповідних органів колишнього Держгірпромнагляду.
Положення про Державну службу України з питань праці було затверджене 11 лютого 2015 р.
Держпраці очолює Голова, якого призначає на посаду та звільняє з посади Кабінет Міністрів України за поданням Прем'єр-міністра України, внесеним на підставі пропозицій Міністра економіки України.

## Керівництво
Чинний керівник Ігор Дегнера
Заступник Голови Гончарук Володимир Феодосійович 

#### Дорадчі органи
Громадська рада сформована 18 грудня 2015 року.
При Службі також працює консультативно-дорадчий орган — Колегія.

## Структура
- Департамент з питань праці
- Департамент з питань безпеки праці
- Департамент стратегічного планування та аналітичного забезпечення
- Управління гірничого нагляду
- інші підрозділи[8]
- в кожній області створене управління Держпраці[9].

## Корупція у відомстві
Першого заступника голови Державної служби з питань праці Михайла Бардонова у липні 2016 затримали під час отримання хабара в сумі 100 тисяч гривень. У керівника служби Романа Чернеги в той же час проведено обшук.